# Mascot (Tennessee)
Mascot és una concentració de població designada pel cens dels Estats Units a l'estat de Tennessee. Segons el cens del 2000 tenia 2.119 habitants.

## Demografia
Segons el cens del 2000, Mascot tenia 2.119 habitants, 877 habitatges, i 612 famílies. La densitat de població era de 117,7 habitants/km².
Dels 877 habitatges en un 29,6% hi vivien nens de menys de 18 anys, en un 53,2% hi vivien parelles casades, en un 10% dones solteres, i en un 30,2% no eren unitats familiars. En el 25,9% dels habitatges hi vivien persones soles el 10,7% de les quals corresponia a persones de 65 anys o més que vivien soles. El nombre mitjà de persones vivint en cada habitatge era de 2,41 i el nombre mitjà de persones que vivien en cada família era de 2,9.
Per edats la població es repartia de la següent manera: un 23,9% tenia menys de 18 anys, un 7,4% entre 18 i 24, un 30% entre 25 i 44, un 25,4% de 45 a 60 i un 13,3% 65 anys o més.
L'edat mediana era de 38 anys. Per cada 100 dones de 18 o més anys hi havia 91,4 homes.
La renda mediana per habitatge era de 29.717 $ i la renda mediana per família de 36.705 $. Els homes tenien una renda mediana de 25.888 $ mentre que les dones 21.032 $. La renda per capita de la població era de 14.717 $. Entorn del 2,7% de les famílies i el 6,6% de la població estaven per davall del llindar de pobresa.

## Poblacions més properes
El següent diagrama mostra les poblacions més properes.